# Radek Toman
Radek Toman (* 25. srpna 1972, Uherské Hradiště) je bývalý český fotbalista, obránce.

## Fotbalová kariéra
V české nejvyšší soutěži hrál za FC Boby Brno. Nastoupil v 1 utkání. Dále hrál v nižších soutěžích za B-tým FC Boby Brno a Uherské Hradiště.

## Ligová bilance
| Ročník                          | Zápasy | Góly | Klub         |
| ------------------------------- | ------ | ---- | ------------ |
| 1. česká fotbalová liga 1993/94 | 1      | 0    | FC Boby Brno |
| CELKEM                          | 1      | 0    |              |